# Lac Émeraude
Lac Émeraude är en sjö i Kanada.   Den ligger i regionen Capitale-Nationale och provinsen Québec, i den sydöstra delen av landet, 300 km nordost om huvudstaden Ottawa. Lac Émeraude ligger 178 meter över havet. Arean är 0,99 kvadratkilometer. Den sträcker sig 1,5 kilometer i nord-sydlig riktning, och 2,0 kilometer i öst-västlig riktning.
I omgivningarna runt Lac Émeraude växer i huvudsak blandskog. Runt Lac Émeraude är det mycket glesbefolkat, med 7 invånare per kvadratkilometer.